# Todd Wellemeyer
Todd Allen Wellemeyer, né le 30 août 1978 à Louisville (Kentucky) aux États-Unis, est un joueur américain de baseball évoluant comme lanceur en Ligue majeure depuis 2003. Il s'aligne depuis 2011 avec les Cubs de Chicago.

## Carrière
Étudiant à la Bellarmine University, Todd Wellemeyer est drafté le 5 juin 2000 par les Cubs de Chicago au quatrième tour de sélection. 
Wellemeyer débute en Ligue majeure le 15 mai 2003. Il est échangé aux Marlins de la Floride le 28 mars 2006 avant de passer chez les Royals de Kansas City le 9 juin 2006 puis chez les Cardinals de Saint-Louis le 15 mai 2007. 
En février 2010, Wellemeyer signe un contrat des ligues mineures chez les Giants de San Francisco et est invité à leur entraînement de printemps. Il lance 13 parties avec San Francisco, dont 11 comme lanceur partant. Avec une fiche de 3-5 et une moyenne de points mérités de 5,68, il est libéré de son contrat le 17 août suivant.
En janvier 2011, il accepte un contrat de l'équipe lui ayant accordé sa première chance, les Cubs.